# 香取神社 (柏市鷲野谷)
香取神社（かとりじんじゃ）は、千葉県柏市鷲野谷の神社。

## 歴史
創建年代は不明である。元々は相馬郡（南相馬郡）鷲野谷村（鷲ノ谷村）と岩井村の境界付近に位置していたが、1740年（元文5年）に現在地に移転した。その後、石段や鳥居が整備された
現在の本殿は1838年（天保9年）に建てられたものである。彫刻は精巧を極めており、その保護のために1978年（昭和53年）に覆屋で覆っている。拝殿は1971年（昭和46年）に再建されている

## 交通アクセス
- 路線バススポーツ広場前停留所より徒歩20分。

## 附近
- 染谷邸の長屋門と土塁
- 星神社
- 光月山善龍寺（善竜寺） – 真言宗豊山派。「西のお寺」。下総三十三ヶ所観音霊場第二十四番札所、東葛印旛大師八十八ヶ所霊場第十四・七十一番札所、下総四郡八十八所霊場第七十一番札所。